# Cirrus Airlines
Cirrus Airlines – niemieckie linie lotnicze z siedzibą w Saarbrücken. Obsługiwały głównie połączenia krajowe oraz do niektórych krajów Europy. Głównym hubem był port lotniczy Saarbrücken. 23 stycznia 2012 linie zawiesiły działalność, natomiast 10 kwietnia 2012 część jej udziałów została wykupiona przez niemiecki oddział OLT Express